# JR東海KiHa 75型柴聯車
JR東海KiHa 75型柴聯車是日本東海旅客鐵道（JR東海）自1993年起使用的柴聯車。 

## 型式
本型車共有20的雙車編組，共40輛車，分為三個次形式：KiHa 75-0 / 100，KiHa 75-200 / 300和KiHa 75-400 / 500。  依照次形式編號，偶數號車為各編組的1號車（朝向鳥羽、新宮、下呂、多治見方向），奇數號車為編組的2號車（朝向名古屋、岐阜方向）。可將多個編組編成最多十輛車的列車。
- KiHa 75-0 / 100 ：1993年6月-7月交付6組
- KiHa 75-200 / 300 ：1999年2月交付8組
- KiHa 75-400 / 500 ：1999年2月至3月交付6組，單人操作車
- KiHa 75-1200/1300、KiHa 75-3200/3300、KiHa 75-3400/3500：耐寒改造車

## 設計
外觀與311系電聯車列車類似，車體由不銹鋼製成，每側有三個雙開門，採用連續窗，車窗上下各塗裝一條橙色色帶。座椅採取橫式配置，除靠近車門和車尾的座椅外，可以轉換椅背方向。0、200、400等次形式車輛內有無障礙廁所。本型車裝有LED 顯示設備，且在0/200型車曾安裝公共電話，但在2007年3月18日之後停用。
每輛車安裝兩部康明斯蘇格蘭廠製的 NTA-855-R-1柴油引擎（ JR型號：C-DMF14HZB，350ps），變速箱則與Kiha 40 和KiHa 85型相同，為新潟運輸系統製 C-DW14A，液聯一段直聯兩段，最高運行速度為120km/h，與KiHa 85型相仿。剎車系統也是與KiHa 85型相同的電氣控制，還配備了發動機和變矩器制動。使用配備抗蛇行阻尼器的 C-DT60型無枕梁轉向架。
雖然KiHa 85型採用了傳統式的密著式自動連結器，但本型車在JR東海的柴油客車中，首次採用帶電氣連結器的密著式連結器。
空調裝置為安裝在車頂上的兩組C-AU30形空調機，由引擎直接驅動。
終點指示器為布幕式。最初端面終點指示器的背景為黑色，因為考慮可能會用於行駛臨時列車，因此終點顯示器可以顯示高山本線、中央本線，以及急行列車「若狹（わかさ）」的終點站（東舞鶴站）等站名。但是在名古屋站和奈良站之間運行的急行列車「春日（かすが）」於 2006 年 3 月停駛，因此除了快速「三重（みえ）」行駛伊勢鐵道的路線之外，本型車並未行駛於JR東海所屬鐵道以外的定期列車。

## KiHa 75-0/100
1993年6月和7月，由日本車輛向名古屋車輛基地交付了6組（12辆车）。  从1993年8月1日時刻表修訂開始行駛，取代老舊的58系和65系柴聯車。 
| 型式                 | Mc1       | Mc2         |
| 编号                 | KiHa 75-0 | KiHa 75-100 |
| 重量（t）            | 38.5      | 37.8        |
| 載客量 （总数/座位） | 129/52    | 134/56      |

### 内部
KiHa 75-0型具有無障礙厕所，最初也配备了刷卡式公用电话，但后来被拆除了。 配置2 + 2并排的横向翻转座位。  

2009年3月，KiHa 75-4车上的轮椅无障碍洗手间

## KiHa 75-200/300

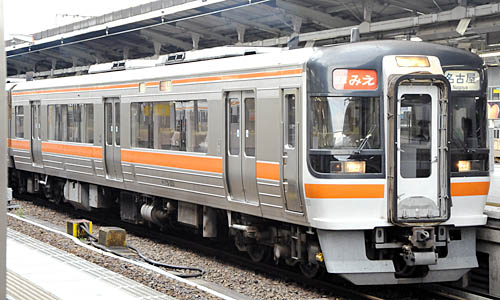
2011年4月，名古屋站的KiHa 75-301

1999年2月，由日本車輛向名古屋車輛區交付8組共16輛車。 与较早的KiHa 75-0 / 100相比，这些車有一些小变化，在車輛間通道上方加上了一組大燈。 

### 编組
| 编号                 | KiHa 75-200 | KiHa 75-300 |
| 重量（t）            | 40.2        | 39.4        |
| 載客量 （总数/座位） | 133/52      | 138/56      |

### 内部
KiHa 75-200型具有無障礙厕所，最初也配备了刷卡公用电话，但后来被拆除了。  座椅的设计与313系的设计相同。以横向2 + 2并排布置。  

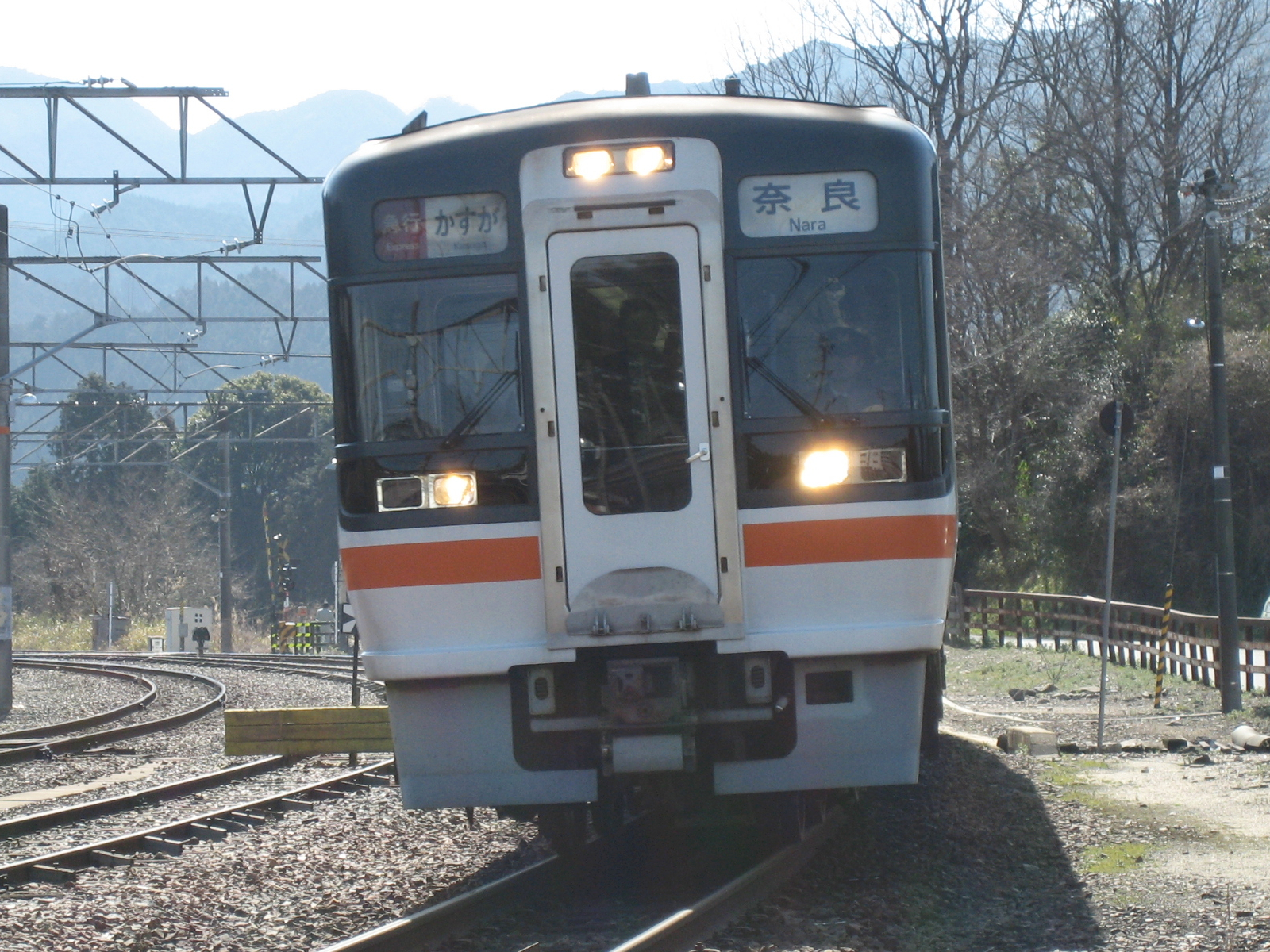
キハ75型2批次車行駛急行列車「春日（かすが）」
座椅（300番台）
KiHa 75-306的内部，2008年12月
車門開關（300番台）

## KiHa 75-400/500

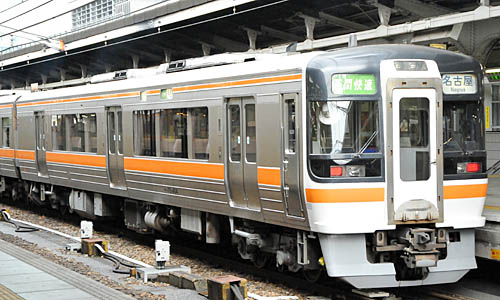
2011年4月，KiHa 75-404，於名古屋車站

1999年2月和1999年3月，日本車輛向名古屋車輛區交付了6組共12車，基本上與同時交車的KiHa 75-200 / 300車相似，但有單人操作的設備 。 
| 编号                 | KiHa 75-400 | KiHa 75-500 |
| 重量（t）            | 40.4        | 39.6        |
| 載客量 （总数/座位） | 131/52      | 135/56      |

### 内部
KiHa 75-400车具有無障礙厕所，但未配备刷卡式公用电话。  

內部觀，KiHa 75-403，2009年3月
內部觀，可見票價顯示器，KiHa 75-503，2008年12月
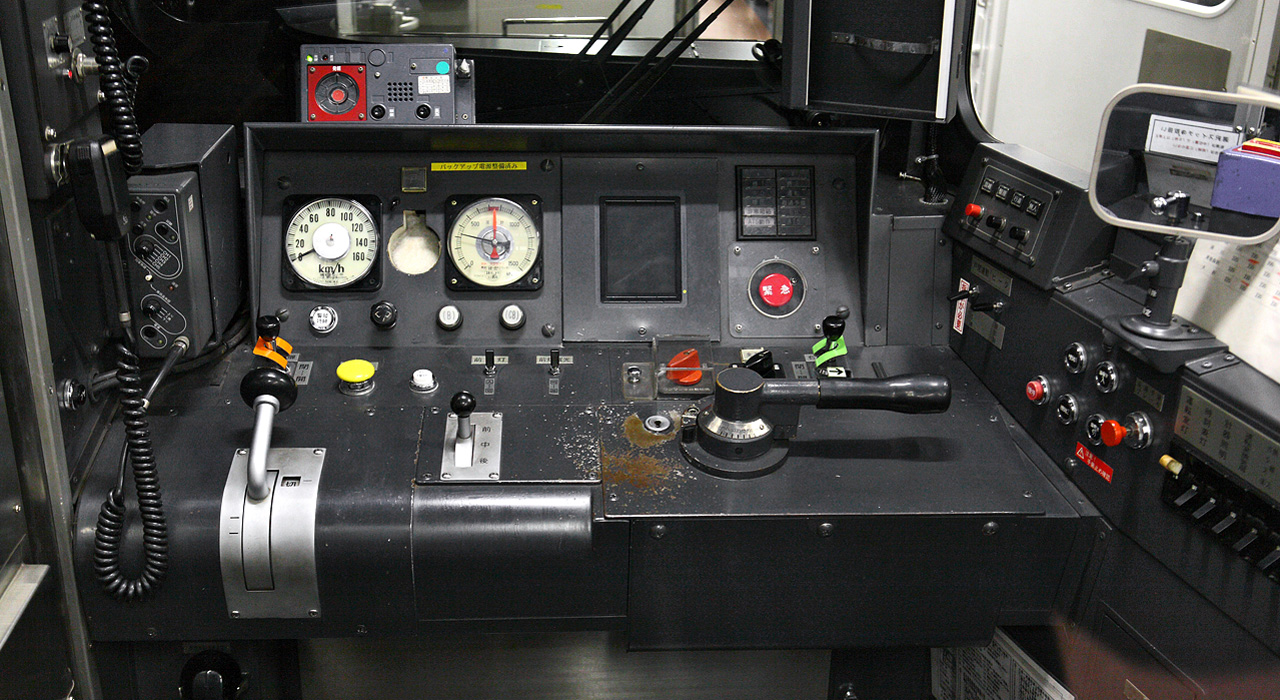
駕駛台（500番台）
車門旁有橫式的票價顯示板、門開關按鈕、整理券發行機（500番台）
駕駛室隔牆與通道（500番台）；拍攝時為有配置車長的列車
票價顯示器（左）和訊息螢幕（500番台）。 票價顯示器後來改為液晶顯示器。

## KiHa 75-1200/1300（耐寒改造）
考慮到冬季寒冷地區的使用，美濃太田車輛區的200 / 300進行耐寒改造，車號為原始號碼加上1000。
從2015年4月至同年6月，共改造了三組（1203 + 1303-1205 + 1305）[3]。後來在2017年3月3日，1203和1303號車被轉移到名古屋基地[4]。

## KiHa 75-3200/3300（單人操作，耐寒）
對200/300系列進行了修改為單人操作以及耐寒改造，車號為原始號碼加上3000。除抗寒措施以外的規格幾乎與400/500系列相同。但整理券發售機只設置在各車的後端車門旁。
截至2018年4月1日，在美濃太田車輛區配屬6輛車，為3206-3208和3306-3308。

## KiHa 75-3400/3500（耐寒）
考慮到冬季使用於寒冷地區，對美濃太田車輛區的400/500系列進行耐寒改造，車號為原始號碼加上3000。從2015年4月到2015年6月，所有車輛都進行了改裝[3]。
截至2020年4月1日，在美濃太田車輛區配屬12輛車，為3401-3406和3501-3506。